# 안니사
수라 안니사(아랍어: سورة النساء ‘여성’[*])은 꾸르안의 4번째 수라(장)이다. 176개의 아야트로 이루어져 있으며, 메디나 수라이다.

## 개요
안니사 장은 그 이름과 같이 여성 및 가족에 관련된 샤리아를 말하고 있다. 즉, 여성과 고아의 권리, 유산과 결혼, 생활양식, 양육, 부부간의 인간적 및 육체적 관계, 가족의 역할에 대해 말하고 있으며, 국내 및 안보문제에 대해서도 말하고 있다. 또한, 기독교에 대한 비판의 내용 또한 담고 있으며 무슬림 국가간의 형제애 및 무슬림 국가의 국제거래관계 등에 대해 말하고 있다.

## 같이 보기
- 이슬람 여성주의

| 이 전 알이므란 | 수라 4 (아랍어 원문) | 다 음 알마이다 |
| 1 2 3 4 5 6 7 8 9 10 11 12 13 14 15 16 17 18 19 20 21 22 23 24 25 26 27 28 29 30 31 32 33 34 35 36 37 38 39 40 41 42 43 44 45 46 47 48 49 50 51 52 53 54 55 56 57 58 59 60 61 62 63 64 65 66 67 68 69 70 71 72 73 74 75 76 77 78 79 80 81 82 83 84 85 86 87 88 89 90 91 92 93 94 95 96 97 98 99 100 101 102 103 104 105 106 107 108 109 110 111 112 113 114 |                      |                |